# Castello del Matese
Castello del Matese ist eine italienische Gemeinde (comune) mit 1367 Einwohnern (Stand 31. Dezember 2023) in der Provinz Caserta in Kampanien. Sie ist Bestandteil der Comunità Montana del Matese. Die Gemeinde liegt etwa 30 Kilometer nördlich von Caserta und grenzt unmittelbar an die Provinz Campobasso (Molise). Bis Ende 1970 hieß die Gemeinde noch Castello d'Alife.

## Geschichte
1688 wurde die Gemeinde durch ein heftiges Erdbeben erschüttert.